# Edward Pierson Ramsay
Pour les articles homonymes, voir Pierson et Ramsay.
Edward Pierson Ramsay est un ornithologue australien, né le 3 décembre 1842 à Dobroyd Estate, Long Cove, près de Sydney et mort le 16 décembre 1916 à Sydney.

## Biographie
Il étudie la médecine de 1863 à 1865 à l’université de Sydney. Il devient le premier conservateur d’origine australienne du Muséum d’Australie. Il publie, de 1876 à 1894 le Catalogue of the Australian Birds in the Australian Museum at Sydney en quatre parties.
En 1883, il assiste à Londres à une exposition internationale sur la pêche. Il y rencontre le chirurgien militaire Francis Day (1829-1889) qui a constitué une immense collection de poissons récoltés en Inde, Birmanie, Malaisie et dans d’autres lieux d’Asie. Ramsay réussit à en acheter une partie dont 150 types.
Il démissionne en 1894 pour raison de santé et continue de travailler pour le Muséum comme ornithologue consultant jusqu’en 1909.